# مرکز فرهنگی
مرکز فرهنگی یا کانون فرهنگی به نهادی می‌گویند که در زمینهٔ فرهنگ و هنر فعالیت دارد.
برخی از مراکز فرهنگی جهان عبارتنداز:
- مرکز ملی هنر و فرهنگ ژرژ پمپیدو
- مرکز فرهنگی بلم
- مرکز فرهنگی بانکو دو برزیل